# Епархия Шиньянги
Епархия Шиньянги (лат. Dioecesis Shinyangaënsis) — епархия Римско-Католической церкви с центром в городе Шиньянга, Танзания. Епархия Шиньянги входит в митрополию Мванзы.

## История
24 апреля 1959 года Святой Престол учредил апостольский викариат Масвы, выделив его из апостольского викариата Мусомы-Масвы (сегодня — Епархия Мусомы).
25 марта 1953 года Римский папа Пий XII издал буллу Quemadmodum ad Nos, которой преобразовал апостольский викариат Масвы в епархию. Первоначально епархия Масвы являлась суффраганной по отношению к архиепархии Таборы.
9 августа 1956 года епархия Масвы была переименована в епархию Шиньянги.
18 ноября 1987 года епархия Шиньянги вошла в состав церковной провинции Мванзы.

## Ординарии епархии
- епископ Edward Aloysius McGurkin MM (1956 — 1975);
- епископ Castor Sekwa (1975 — 1996);
- епископ Aloysius Balina (1997 — 2012).